# Kudrat (film, 1998)
 (janvier 2016).
Si vous disposez d'ouvrages ou d'articles de référence ou si vous connaissez des sites web de qualité traitant du thème abordé ici, merci de compléter l'article en donnant les références utiles à sa vérifiabilité et en les liant à la section « Notes et références ».
Pour les articles homonymes, voir Kudrat.
Kudrat est un film indien réalisé par Raj N. Sippy, sorti en 1998.
Ce film a connu un grand succès dans le monde sud-asiatique.